# 世园街道
世园街道是中国山东省青岛市李沧区下辖的一个街道，辖区面积17.2平方千米，共有10个社区，人口1.9万人。2015年7月，由九水路街道以金水路为界分割设立而来，名称取自辖区内的青岛世界园艺博览园。

## 行政区划
世园街道下辖金水东路社区、毕家上流社区、杨家上流社区、北王家上流社区、南王家上流社区、李家上流社区、戴家社区、上臧社区、长涧社区、炉房社区。